# Leciñena
Leciñena è un comune spagnolo di 1 292 abitanti situato nella comunità autonoma dell'Aragona.